# Calamus pulcher
Calamus pulcher är en enhjärtbladig växtart som beskrevs av Friedrich Anton Wilhelm Miquel. Calamus pulcher ingår i släktet Calamus och familjen Arecaceae. Inga underarter finns listade i Catalogue of Life.